# Département Cher
Das Département du Cher [ʃɛʀ] ⓘ ist das französische Département mit der Ordnungsnummer 18. Es liegt in der Mitte des Landes in der Region Centre-Val de Loire und ist nach dem Fluss Cher benannt.

## Geographie
Das Département Cher grenzt im Westen an die Départements Indre und Loir-et-Cher, im Norden an das Département Loiret, im Osten an das Département Nièvre, im Südosten an das Département Allier und im äußersten Süden an das Département Creuse.
Während die Loire die Ostgrenze zum Département Nièvre bildet, durchfließt der namensgebende Cher den Westen des Départements in nördlicher Richtung.

## Geschichte
Das Département wurde am 4. März 1790 hauptsächlich aus dem Ostteil der Provinz Berry und dem Nordosten des Bourbonnais gebildet.
Im Zweiten Weltkrieg war das Département nach dem Waffenstillstand von Compiègne während der ersten Jahre der deutschen Besetzung Frankreichs von der für Menschen und Waren nur mit Genehmigung passierbaren Demarkationslinie zwischen der besetzten und der „freien“ Zone durchtrennt.
Seit 1960 gehört es der Region Centre an, die 2016 in Centre-Val de Loire umbenannt wurde.

## Wappen
Die Blasonierung für das Wappen des Départements Cher lautet auf Französisch:
d’azur semé de fleurs de lys d’or, à la bordure engrêlée cousue de gueules, à la fasce ondée d’argent brochant sur le tout (Blau, besät mit goldenen Lilien, mit rotem, eingebogenem Saum, über alles ein silberner Wellenbalken.)
Bei diesem Wappen handelt es sich ursprünglich um das Wappen des Johann von Frankreich, Herzog des Berry seit 1360, dritter Sohn von Johann dem Guten.
Der übergelegte Wellenbalken steht für den Fluss Cher.
Der ursprüngliche Entwurf für das heutige Wappen samt seiner Blasonierung wurde von Robert Louis in den 1950er Jahren geschaffen.

## Städte
Die bevölkerungsreichsten Gemeinden des Départements Cher sind:
| Stadt                  | Einwohner (2022) | Arrondissement       |
| ---------------------- | ---------------- | -------------------- |
| Bourges                | 64.238           | Bourges              |
| Vierzon                | 25.254           | Vierzon              |
| Saint-Doulchard        | 9.650            | Bourges              |
| Saint-Amand-Montrond   | 9.690            | Saint-Amand-Montrond |
| Mehun-sur-Yèvre        | 6.394            | Vierzon              |
| Saint-Florent-sur-Cher | 6.416            | Bourges              |
| Aubigny-sur-Nère       | 5.464            | Vierzon              |
| Saint-Germain-du-Puy   | 4.852            | Bourges              |

## Verwaltungsgliederung
Das Département Cher gliedert sich in drei Arrondissements, 19 Kantone und 286 Gemeinden:
| Arrondissement       | Kantone | Gemeinden | Einwohner 1. Januar 2022 | Fläche km² | Dichte Einw./km² | Code INSEE |
| -------------------- | ------- | --------- | ------------------------ | ---------- | ---------------- | ---------- |
| Bourges              | 11      | 128       | 170.733                  | 2.783,88   | 61               | 181        |
| Saint-Amand-Montrond | 5       | 115       | 60.997                   | 2.683,72   | 23               | 182        |
| Vierzon              | 5       | 43        | 67.766                   | 1.767,39   | 38               | 183        |
| Département Cher     | 19      | 286       | 299.496                  | 7.234,99   | 41               | 18         |

Siehe auch:

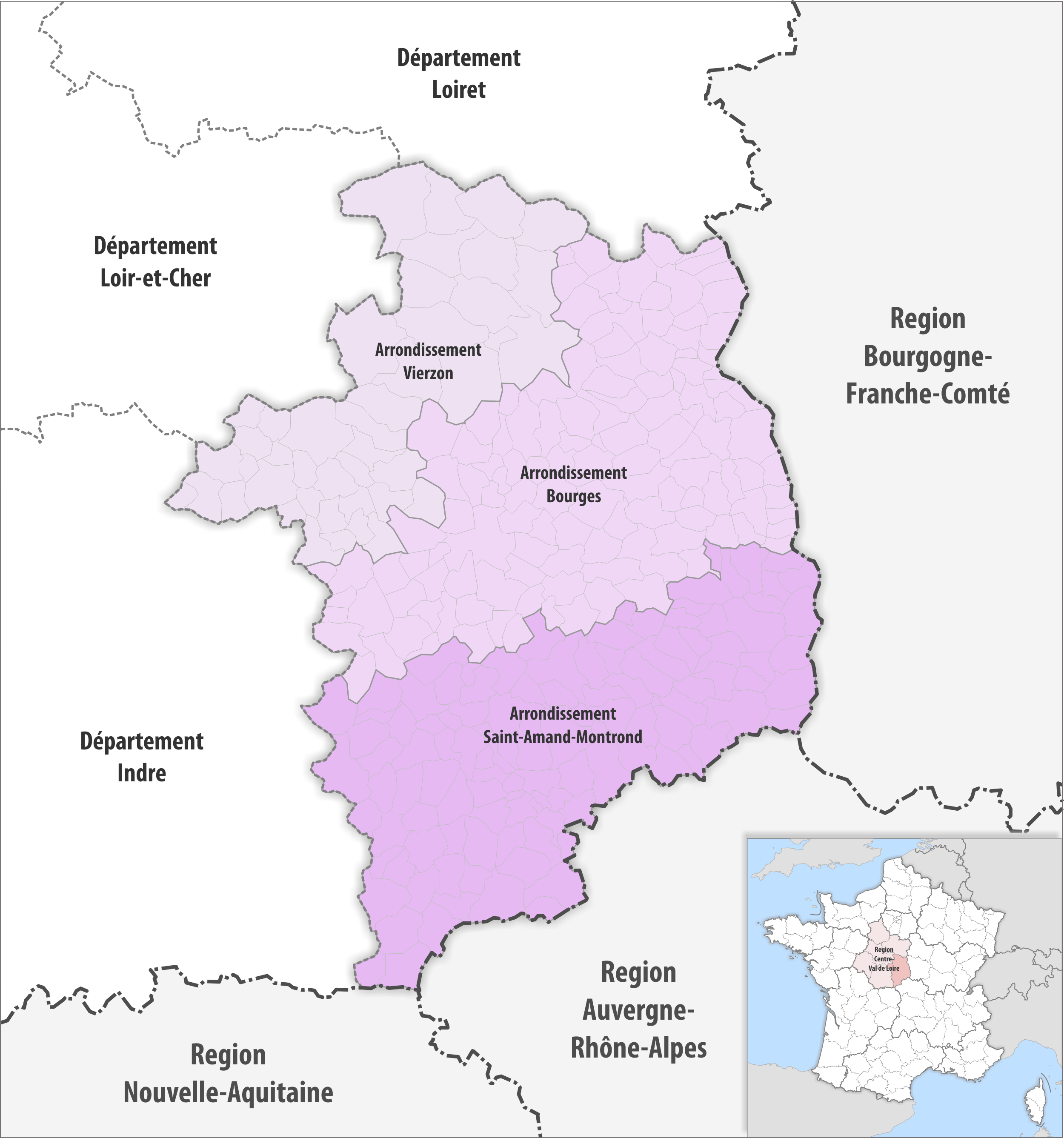
Gemeinden und Arrondissemente im Département Cher

- Liste der Gemeinden im Département Cher
- Liste der Kantone im Département Cher
- Liste der Gemeindeverbände im Département Cher